# Егоров, Николай Васильевич
Николай Васильевич Егоров (род. 19 декабря 1943) — российский учёный в области математического моделирования вакуумных и твердотельных микро- и наноструктур.
Доктор физико-математических наук, почётный профессор СПбГУ (2017), заведующий кафедрой моделирования электромеханических и компьютерных систем факультета ПМ-ПУ (с 1994).

## Биография
Окончил в 1967 г. физический факультет и в 1971 г. аспирантуру математико-механического факультета Ленинградского государственного университета и поступил в альма-матер (ныне Санкт-Петербургский государственный университет) на работу, достигнув в 1994 году должности заведующего кафедрой моделирования электромеханических и компьютерных систем, профессор, член ученого совета СПбГУ, председатель диссертационного совета. Академик РАЕН. В 2002—2014 гг. член экспертного совета ВАК.
Докторская диссертация:
- Моделирование структурных элементов проблемно-ориентированной информационно-экспертной системы : диссертация ... доктора физико-математических наук : 05.13.16 / Санкт-Петербургский гос. ун-т. - Санкт-Петербург, 1992. - 536 с. : ил.

В разное время читал курсы: Общая физика (Физическая механика, Молекулярная физика и термодинамика, Электричество и магнетизм, Колебания и волны, Волновая и квантовая оптика, Атомная физика, Физика ядра и элементарных частиц); Системный анализ и управление; История и философия науки; История прикладных физики и математики; История физики и прикладной математики
С 1974 года также читал лекции по общим и специальным курсам, проводил практические и семинарские занятия: Алгебра; Дифференциальные уравнения; Уравнения математической физики; Методы ТФКП в механике и физике; Моделирование информационно-экспертных систем; Теория электромеханических и компьютерных систем; Математические модели систем заряженных частиц.
Член редколлегии «Вестника Санкт-Петербургского университета».
Автор более 400 научных работ, шести монографий, имеет 15 патентов и авторских свидетельств на изобретения.

## Награды и звания
Почетная грамота Президента РФ (2015).
Также награждён медалью ордена «За заслуги перед отечеством» 2 степени (2004), почетными грамотами Минобрнауки РФ и СПбГУ, медалью почета Немецкого водородного общества.
Лауреат премии СПбГУ за лучшую научную работу (1999), лауреат премии профорганизации сотрудников СПбГУ им. Ю. В. Пашкуса (2004).